# Графіті Софії Київської

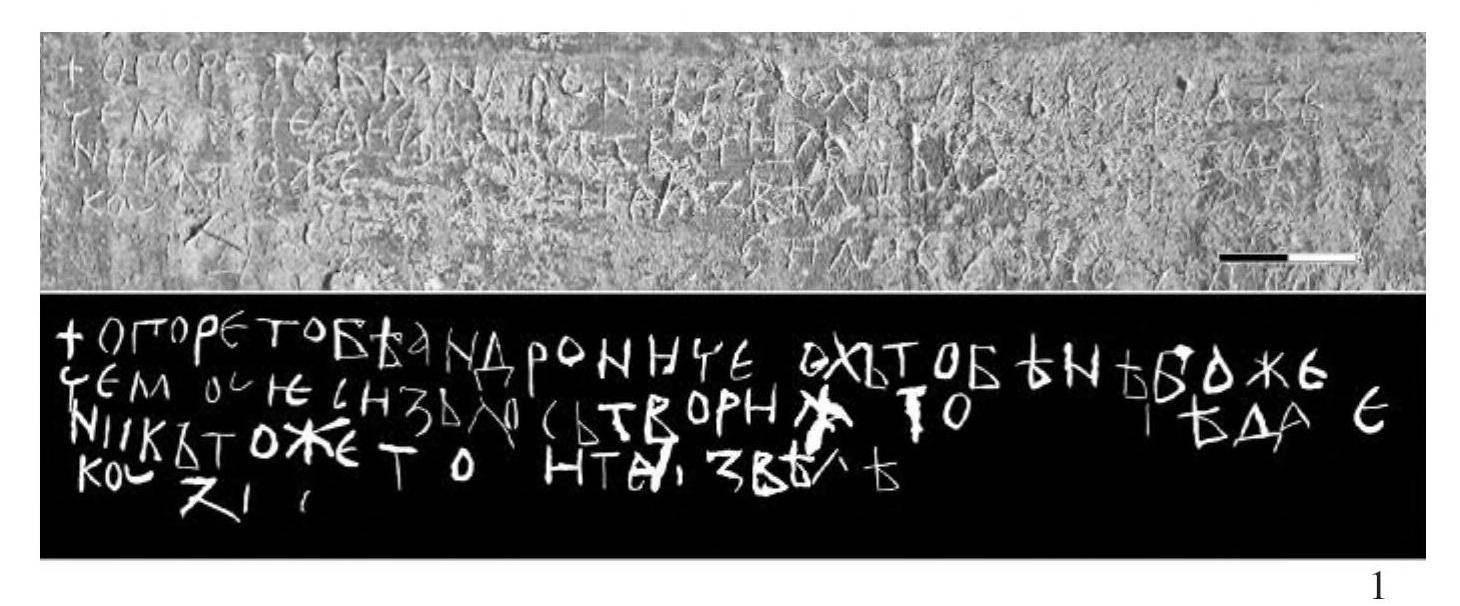
Напис ХІ—ХІІ ст. на стіні Софійського собору: «0 горє тобѣ Андроничє охъ тобѣ нѣбожє чему ѥси зьло сьтворил[ъ] то [нє в]ѣдає никъто жє то[л]и тє звѣлѣ Коуз[ма]…»

Графіті Софії Київської — написи та малюнки, залишені священниками та відвідувачами Софійського собору в Києві (виявлено понад 7000 графіті XI — початку XVIII ст.). Багато графіті Софії Київської є пам'ятками української мови.

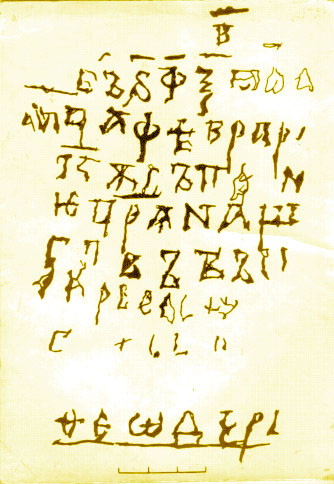
Повідомлення про смерть Великого Київського князя Ярослава Мудрого.

Найпомітнішими дослідниками і відкривачами більшості графіті був історик Сергій Висоцький та сучасний дослідник доктор історичних наук В'ячеслав Корнієнко; першим досліджувати почав Павло Попов.
Найдавніші з графіті Софії Київської виконані не кирилицею, а глаголицею.

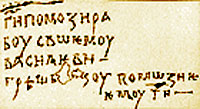
Автограф Володимира Мономаха

Графіті містять цінні відомості про різні сторони життя Київської Русі — зокрема, збереглися записи про смерть Ярослава Володимировича (Мудрого), автограф Володимира Мономаха, запис про мирний договір, укладений наприкінці XI ст. між князями Святополком Ізяславичем, Володимиром Мономахом і Олегом Святославичем на р. Желані (зараз — Жуляни), купівлю княгинею, дружиною Всеволода Ольговича, Боянової землі (середина XII ст.).
Також відоме графіті дружини князя Ізяслава Ярославовича Гертруди-Олісави: «Господи поможи рабі своєй Олісаві Святополчі матері, руський княгині».
Таким чином, серед князів ХІ ст. у написах згадуються київський князь Ярослав Володимирович (та поставлений в 1051 р. митрополит Іларіон), київський князь Святослав Ярославич (та його мати Олісава), київський князь Всеволод Ярославич, переяславський князь Ростислав Всеволодович, київський князь Святополк Ізяславич (та його мати Анна), переяславський та майбутній київський князь Володимир Мономах, чернігівський князь Олег Святославич.
Оскільки більшість графіті писали прості, хоч і письменні, жителі давнього Києва, то нині вони є одним з найвірогідніших джерел про давньоруську мову, тобто мову, якою розмовляли мешканці Київської Русі, на відміну від принесеної книжної церковнослов'янської мови. Аналіз давніх надписів засвідчує, що їм притаманні багато рис сучасної української мови.
Український історик В'ячеслав Корнієнко здійснив публікацію 12 томів корпусу графіті, виявлених на стінах Софійського собору в Києві, серед яких кілька сотень написів датуються XI—XIV століттями. Графіті цього періоду також виявлено у Кирилівській церкві та церкві Спаса на Берестові. Ці написи розглядаються як складова давньої русько-української писемної традиції та значною мірою відображають особливості розмовної української мови того часу.